# 第50回有馬記念

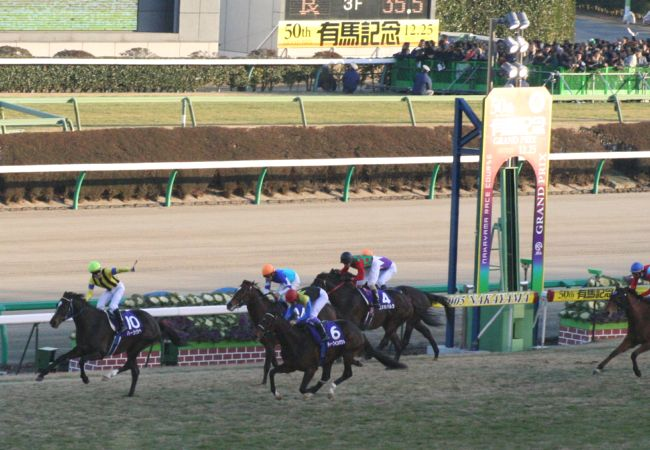
第50回有馬記念（優勝・ハーツクライ）

第50回有馬記念（だい50かいありまきねん）は、2005年（平成17年）12月25日に中山競馬場で施行された競馬競走である。

## レース施行時の状況
1984年のシンボリルドルフ以来、21年ぶりに無敗で牡馬クラシック3冠を達成し、7戦全勝で有馬記念に駒を進めたディープインパクト。有馬記念のファン投票では160,297票を集め、2位のゼンノロブロイに35,000票あまりの差をつけて堂々の1位で選出。そのゼンノロブロイはこの年は勝ちこそなかったものの安定した成績を残していた。しかし、ジャパンカップ後に本レースでの引退を発表した。
マスメディアは前年に優勝したゼンノロブロイとディープインパクトの最初で最後の対決を大々的に煽り立てた。
この他、菊花賞馬で前走のステイヤーズステークスを制したデルタブルース、ジャパンカップでハナ差の2着と善戦したハーツクライ、ゼンノロブロイ同様引退レースとなるタップダンスシチー、本年の天皇賞馬のスズカマンボとヘヴンリーロマンスなど、グランプリに相応しい面々が出走した。
当日の中山競馬場は、前売入場券を持っている人のみが入場できる完全前売り制であったにもかかわらず、162,409名が中山競馬場に入場し、中山競馬場は完全にディープインパクトの優勝ムード一色となりその行方に注目が行った。

## 出走馬と枠順
| 枠番 | 馬番 | 競走馬名           | 性齢 | 騎手                 | オッズ        | 調教師     |
| ---- | ---- | ------------------ | ---- | -------------------- | ------------- | ---------- |
| 1    | 1    | マイソールサウンド | 牡6  | 本田優               | 194.4（15人） | 西浦勝一   |
| 1    | 2    | サンライズペガサス | 牡7  | 田中勝春※            | 81.2（9人）   | 石坂正     |
| 2    | 3    | ゼンノロブロイ     | 牡5  | ケント・デザーモ     | 6.8（2人）    | 藤沢和雄   |
| 2    | 4    | コスモバルク       | 牡4  | 五十嵐冬樹           | 85.3（10人）  | 田部和則   |
| 3    | 5    | スズカマンボ       | 牡4  | 安藤勝己             | 52.6（7人）   | 橋田満     |
| 3    | 6    | ディープインパクト | 牡3  | 武豊                 | 1.3（1人）    | 池江泰郎   |
| 4    | 7    | ヘヴンリーロマンス | 牝5  | 松永幹夫             | 56.5（8人）   | 山本正司   |
| 4    | 8    | グラスボンバー     | 牡5  | 勝浦正樹             | 96.1（11人）  | 尾形充弘   |
| 5    | 9    | タップダンスシチー | 牡8  | 佐藤哲三             | 19.7（5人）   | 佐々木晶三 |
| 5    | 10   | ハーツクライ       | 牡4  | クリストフ・ルメール | 17.1（4人）   | 橋口弘次郎 |
| 6    | 11   | オペラシチー       | 牡4  | 中舘英二             | 156.4（13人） | 佐々木晶三 |
| 6    | 12   | ビッグゴールド     | 牡7  | 柴田善臣             | 188.9（14人） | 中尾正     |
| 7    | 13   | コイントス         | 牡7  | 北村宏司             | 207.3（16人） | 藤沢和雄   |
| 7    | 14   | リンカーン         | 牡5  | 横山典弘             | 34.0（6人）   | 音無秀孝   |
| 8    | 15   | デルタブルース     | 牡4  | オリビエ・ペリエ     | 11.5（3人）   | 角居勝彦   |
| 8    | 16   | オースミハルカ     | 牝5  | 川島信二             | 121.5（12人） | 安藤正敏   |

※騎乗予定の蛯名正義騎手が落馬負傷のため田中勝春騎手に騎乗変更

### レース展開
競走は、前年の2着入賞馬タップダンスシチーがレースを引っ張る。これは大方の予想通りだったが、意外だったのはこれまで追い込む形の多かったハーツクライが3番手に付ける展開。圧倒的人気のディープインパクトは後方10番手辺りに付けた。最後の直線に入るとコスモバルクがタップダンスシチーを交わし早めに先頭に立つ。しかし3番手に付けていたハーツクライが残り150m付近で抜け出し、後方から追い上げたディープインパクトを1/2馬身差で退け優勝した。ゴール後ハーツクライ鞍上のルメールの手が挙がり、ディープインパクトは生涯初黒星となる2着完敗で史上初の無敗での有馬記念制覇は達成されなかった。

## レース結果

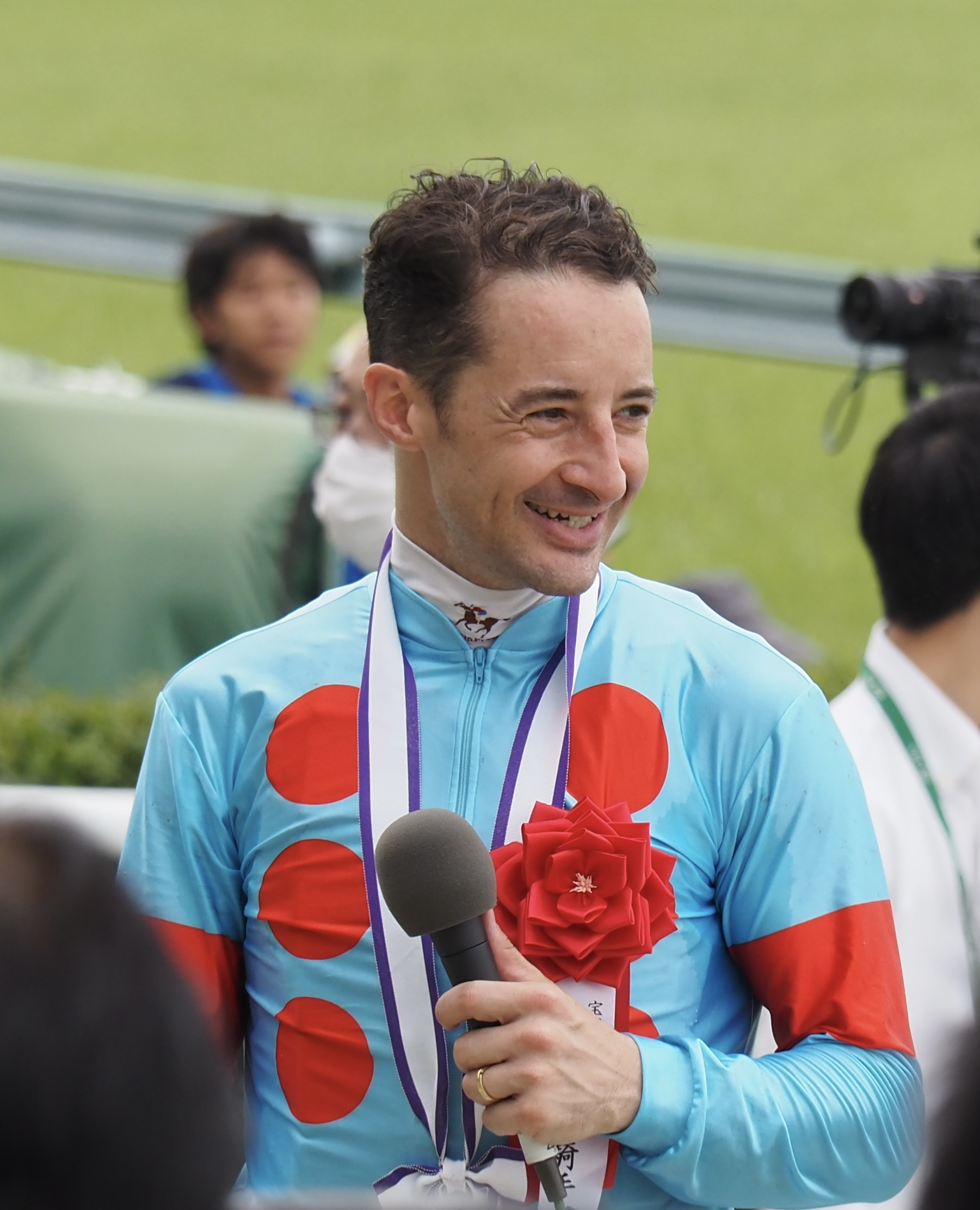
勝利騎手、クリストフ・ルメール
（2023年6月25日、第64回宝塚記念）

| 着順 | 枠番 | 馬番 | 競走馬名           | タイム | 着差      |
| ---- | ---- | ---- | ------------------ | ------ | --------- |
| 1    | 5    | 10   | ハーツクライ       | 2.31.9 |           |
| 2    | 3    | 6    | ディープインパクト | 2.32.0 | 1/2馬身   |
| 3    | 7    | 14   | リンカーン         | 2.32.2 | 1 1/4馬身 |
| 4    | 2    | 4    | コスモバルク       | 2.32.4 | 1 1/4馬身 |
| 5    | 7    | 13   | コイントス         | 2.32.5 | 1/2馬身   |
| 6    | 4    | 7    | ヘヴンリーロマンス | 2.32.5 | クビ      |
| 7    | 1    | 2    | サンライズペガサス | 2.32.7 | 1 1/4馬身 |
| 8    | 2    | 3    | ゼンノロブロイ     | 2.32.8 | クビ      |
| 9    | 4    | 8    | グラスボンバー     | 2.32.9 | 1/2馬身   |
| 10   | 3    | 5    | スズカマンボ       | 2.32.9 | クビ      |
| 11   | 8    | 15   | デルタブルース     | 2.33.0 | 3/4馬身   |
| 12   | 5    | 9    | タップダンスシチー | 2.33.3 | 1 3/4馬身 |
| 13   | 6    | 12   | ビッグゴールド     | 2.33.6 | 2馬身     |
| 14   | 6    | 11   | オペラシチー       | 2.33.7 | クビ      |
| 15   | 8    | 16   | オースミハルカ     | 2.33.8 | 1/2馬身   |
| 16   | 1    | 1    | マイソールサウンド | 2.34.3 | 3馬身     |

### データ
| 1000m通過タイム     | 61.5秒（タップダンスシチー）  |
| 2100m通過タイム     | 2分8秒4（タップダンスシチー） |
| 上がり4ハロン       | 47.8秒                        |
| 上がり3ハロン       | 35.5秒                        |
| 優勝馬上がり3ハロン | 35.0秒                        |

### 払戻
| 単勝式 | 10      | 1710円  |
| 複勝式 | 6       | 120円   |
| 複勝式 | 10      | 260円   |
| 複勝式 | 14      | 330円   |
| 枠連   | 3-5     | 520円   |
| 馬連   | 6-10    | 750円   |
| ワイド | 6-10    | 410円   |
| ワイド | 6-14    | 490円   |
| ワイド | 10-14   | 1610円  |
| 馬単   | 10-6    | 3320円  |
| 3連複  | 6-10-14 | 2970円  |
| 3連単  | 10-6-14 | 30500円 |

### 入場者数・レース売り上げ
- 入場人員　162,409人
- 売上金　　49,909,276,600円

売上金の出典はJRA公式サイト『データファイル』内「レース成績データ」の「年度別全成績 2005年 中山第5回（PDFファイル）」による。

## エピソード
- クリストフ・ルメールにとって、この競走がJRA重賞初制覇となった。
- ディープインパクトにとって、この競走が初黒星になったとともに、結果的に国内で唯一の敗戦となった。